# Cattkeria
× Cattkeria, (abreviado Cka) en el comercio, es un híbrido intergenérico entre los géneros de orquídeas Barkeria × Cattleya. Fue publicado en Orchid Rev. 93(1097, cppo): 12 (1985).